# Кльонно (селище при залізничній станції, Ленінградська область)
Кльонно (рос. Клённо) — селище залізничної станції у Кінгісеппському районі Ленінградської області Російської Федерації.
Населення становить 2 особи. Належить до муніципального утворення Пустомержське сільське поселення.

## Історія
Згідно із законом від 28 жовтня 2004 року № 81-оз належить до муніципального утворення Пустомержське сільське поселення.

## Населення
| 1997 | 2007 | 2010 | 2017 |
| ---- | ---- | ---- | ---- |
| 11   | ↘9   | ↘4   | ↘2   |